# Light Fingers (film 1929)
Light Fingers è un film del 1929 diretto da Joseph Henabery.

## Produzione
Il film fu prodotto dalla Columbia Pictures Corporation.

## Distribuzione
Distribuito dalla Columbia Pictures sia in versione sonora (Mono con il sistema Western Electric Sound System) che in versione muta, il film uscì nelle sale cinematografiche USA il 29 luglio 1929.
Il copyright, richiesto dalla Columbia Pictures Corp., fu registrato il 27 agosto 1929 con il numero LP648.
La Film Booking Offices (FBO) distribuì la pellicola nel Regno Unito il 18 giugno 1930. Il 5 febbraio 1931, il film venne presentato a Madrid con il titolo La joya más bella.